# 神語
神語（阿美語：Soal no malatau），是台灣阿美族馬太鞍部落所使用的一種特殊的阿美語語言變體，主要用於祭祀和儀式，族人相信這是神所使用的語言。

## 簡述
神語並非是不同於阿美語的另一種語言，而是阿美語中用途和意義較為特殊的詞彙，含括動詞、名詞或專有名詞，在阿美族的觀念中，「神語」與普通人使用的「人語」相對，是神所使用的語言，多用於祭祀、儀式以及自然界中的神靈名字，且只有頭目、祭司或巫師能夠了解其中的含意，也因為神語的不普遍，大多以神語記載的神譜成為少數人所獨佔的知識，而被推選為頭目的人，也必須熟知這些知識，研究者認為「神語」很有可能是過去流傳下來的古語。
另外，神語也經常出現在阿美族祭典的歌曲中，主要是以虛詞或襯詞的型態呈現。

## 神話
阿美族神話中，神語是在文化傳承之神Tatakosan sapatrok下凡期間教導族人的。

## 列表
以下列出部分神語和人語的對照：
| 神語       | 人語       | 意思         | 備註                     |
| ---------- | ---------- | ------------ | ------------------------ |
| masriu     | vale       | 小雨         |                          |
| meahsele   | cidal      | 太陽         | 原始太陽神米哈色勒的名字 |
| anavejau   | bodal      | 月亮         | 原始月神阿納費耀的名字   |
| ija        | sra        | 土地         | 大地神Iya的名字          |
| pojoh      | vokdoh     | 岩石         | 岩石神普咎的名字         |
| mokoekojah | tare       | 芋頭         | 芋頭精靈的名字           |
| kalatkat   | lamal      | 火           |                          |
| talmal     | vavalatsan | 籐簍         |                          |
| sauperun   | havai      | 小米         |                          |
| tahpoun    | tahavən    | 蓋上（動詞） |                          |
| pajal      | potal      | 庭院         |                          |
| tomirmir   | owai       | 籐           |                          |